# احمد بن خالد الناصری
احمد بن خالد الناصری (عربی: أحمد بن خالد الناصري؛ زاده: ۲۲ مارس ۱۸۳۵ – درگذشته: ۱۳ اکتبر ۱۸۹۲) با نام کامل ابوعباس احمد بن خالد الناصری، تاریخ‌نگار قرن ۱۹ اهل مراکش بود. الناصری در طول عمر خودش یک سری مناصب و مسئولیتهایی داشت مانند سرپرستی و اشراف بر اداره اوقاف در کشور مراکش و دبیرکل آن برای دوره‌های متعدد.

## تحصیلات
احمد الناصری در سلا متولد شد و در یک محیط و فرهنگ دینی رشد کرد، الناصری از کودکی یادگیری و آموزش علمی را شروع کرد و قرآن را در دوران کودکی نزد شیخ الحاج محمد العلو السلاوی و بعد از وی نزد استاد محمد بن الجیلانی الحمادی و سپس نزد استاد محمد بن طلحة الصباحی و به اتمام رساند. در این دوره توانست بر فن تجوید مسلط شود و مادر کتابها الشاطبی و ابن مالک و ابن عبدالبر و… را حفظ کند، بعد از آن نزد قاضی ابی بک بن محمد عواد السلاوی رفت و نزد او فنون و علوم مهمی مانند اصول و معانی و بیان و بدیع و همین‌طور زندگی‌نامه محمد و همین‌طور تصوف را فرا گرفت، همین‌طور علم تفسیر و علم حدیث و ریاضیات و علوم طبیعی و تاریخ و جغرافیا را نیز در طول همین مدت فرا گرفت و آموزش دید.

## مناصب
وی از طرف سلطان الحسن الاول به سلک مأموران دولتی در تعدادی از مشاغل ملی و میهنی قرار گرفت علی‌رغم اینکه خودش از این کار امتناع می‌ورزید بخاطر اینکه می‌ترسید از تحصیل علم جا بماند ولی سلطان الحس الاول به وی اصرار کرد تا در نهایت وی این وظایف عمومی و ملی و میهنی را بخاطر علم و اجتهادش پذیرفت.
الناصری ابتدا مناصبی را در شهر سلا تقبل کرد و بعد از آن به شهر فاس منتقل شد و در آنجا با علما و ادباء شهر آشنا شد و با آنها مناقشات و مباحثات علمی زیادی داشت، بعد از آن به مکناس و زرهون رفت و در آنجا با مردم جوشید و اوضاع و احوالشان را بررسی کرد، بعد از آن به تطوان و العرائنش و اصیلا و… رفت و بعد از آن به جنوب منتقل شد به سرزمین الشاویه و الدار البیضاء و در نهایت به شهر مراکش و در آنجا کتاب مشهور خودش بنام الاستقصا لاخبار دول المغرب الاقصی را تمام کرد.

## تصوف
در ابتدا وی به عبادتگاه تامکروت ملتزم بود و لیکن بعد از اینکه به مدارج علمی دست یافت و به کارهای علمی مشغول شد علیه تصوف شورید و در مغرب یک جنگ علیه تصوف با نوشتن یک کتاب به نام تعظیم المنه بنصره السنه اعلام کرد.

## تدوین تاریخ
وقتی به سن ۴۰ سالگی رسید وی شروع کرد به جمع کردن مواد کتاب خودش به نام الاستقصا لاخبار دول المغرب الاقصی و این را به مدت ۲۰ سال ادامه داد تا اینکه در سال ۱۸۹۴ این کار را به پایان رساند و ۳ سال بعد از اتمام بزرگترین تعلیف خود وفات یافت یعنی یک چهارم عمر خودش را برای تألیف چنین اثری صرف کرد. وی بیشتر از ۶۲ سال عمر نکرد.